# 鞭虫
鞭虫（べんちゅう、英: whipworm）は線形動物門に属し、主に哺乳動物の大腸に寄生する寄生虫。宿主に対して鞭虫症を引き起こす。分類学上は鞭虫属(Trichuris)をあて、20種以上が知られている。

## 形態
成虫は体の前半部が非常に細くなっていて、その名の通り鞭のような形をしている。体長は4 cm程度で、雄はやや小さく尾部が強く巻いている。虫卵は長径40～50 µm、短径22～23 µmのレモン形（日本では岐阜提灯様という）で、色は黄褐色から赤褐色をしており、厚い卵殻の両端部に半透明の栓がある。

## 生活環
鞭虫の生活環は十分解明されているとは言いがたいが、いずれも類似した生活環を持っている。経口摂取された虫卵は十二指腸に到達すると孵化し、まず盲腸の血管に取り付いて生育する。その後盲腸を離れて産卵を始め、未成熟の虫卵が大便とともに排出される。ここまでに摂取からおおよそ12週間かかる。排出された虫卵は9から21日間かけて感染幼虫包蔵卵となり、これが次の宿主への感染源となる。

## 分類
鞭虫属には20種以上がしられているが、代表的な数種を以下に挙げる。
- ヒト鞭虫 Trichuris trichiura (Linnaeus, 1771) Stiles, 1901
- ネズミ鞭虫 Trichuris muris (Schrank, 1788) Hall, 1916
- 豚鞭虫 Trichuris suis (Schrank, 1788) Smith, 1908
- 犬鞭虫 Trichuris vulpis (Froelich, 1789) Smith, 1908
- 羊鞭虫 Trichuris ovis (Abildgaard, 1795) Smith, 1908
- 牛鞭虫 Trichuris discolor (von Linstow, 1906)